# Iglesia del Sagrado Corazón y Nuestra Señora de Lourdes (Lieja)
La iglesia del Sagrado Corazón y Nuestra Señora de Lourdes (en inglés: église du Sacré-Cœur et Notre-Dame de Lourdes) se encuentra en las alturas de Lieja en el barrio de Cointe. Es parte de Memorial Interaliado. A menudo se describe como basílica aunque nunca ha recibido ese título. Esta confusión popular es sin duda debido a su imponente naturaleza y su estilo inhabitual.

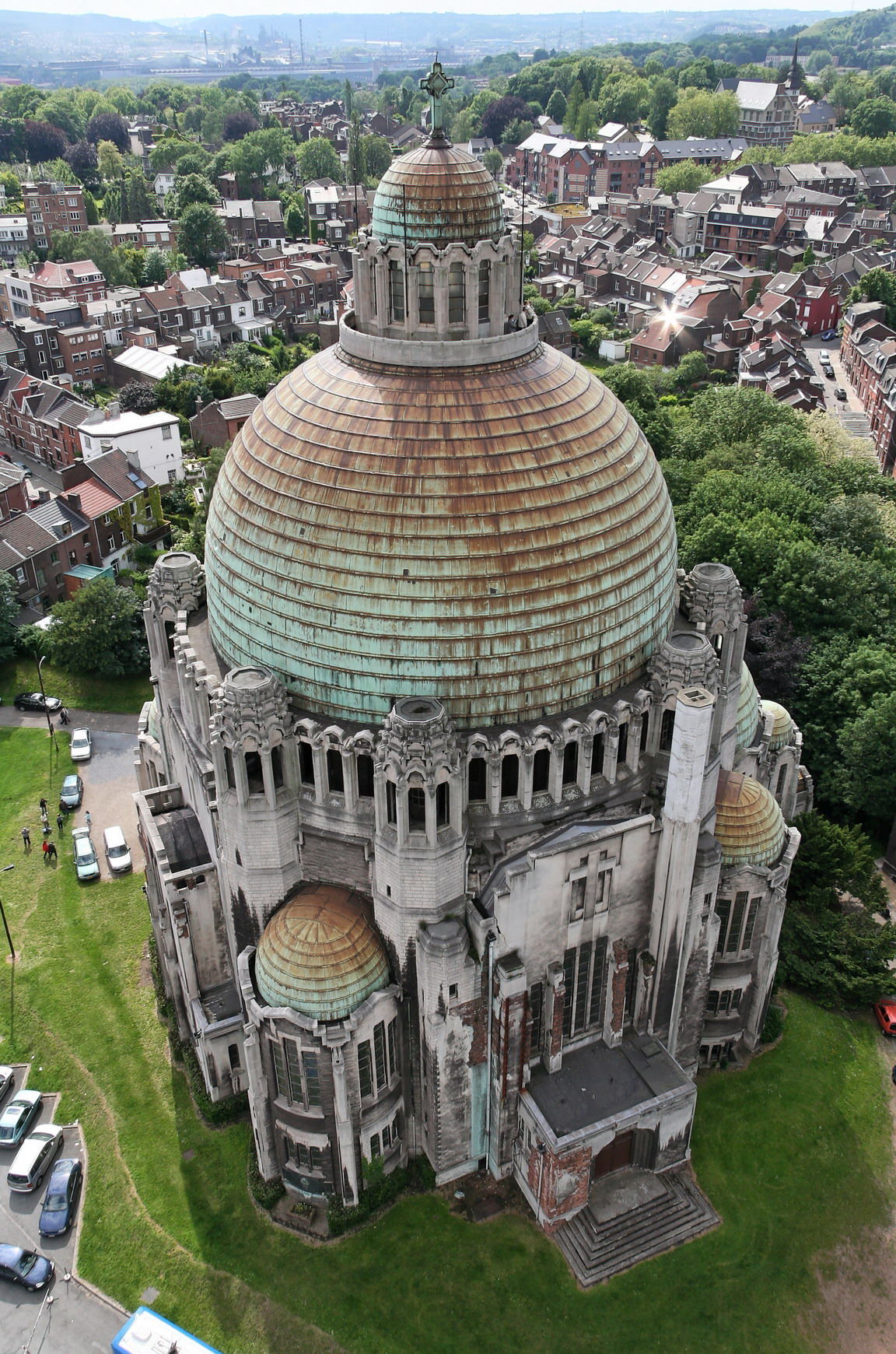
anchopx

## Historia
Después de la Primera Guerra Mundial, Lieja fue elegida como ciudad para construir un Memorial Interaliado. Seleccionaron la propuesta del arquitecto Joseph Smolderen y los trabajos comenzaron en 1928. La construcción terminó en 1936 y la iglesia fue bendecida y consagrada el mismo año.
La iglesia fue desacralizada en 2010 y clasificada como patrimonio de Valonia en 2011. Desde mayo de 2011, está en venta.

## Tesoros
La iglesia alberga algunos tesoros, incluyendo las estatuas de dos de santos: san Mauro y san Mort que es el santo honrado en Cointe.